# Lükeion
A Lükeion (latinosan lyceum) egy ókori görög, filozófiai jellegű oktatást adó gümnaszion volt Athénban, melyet Arisztotelész, az Athénban élő filozófus alapított  i. e. 335-ben. A Lükeionban alakult ki a mintegy hatszáz éven át működő arisztoteliánus filozófus-társaság, a peripatetikus iskola.

## A Lükeion helye
Az egykori Lükeion Athén külső kerületeiben állt. Nevét a közeli Lükabéttosz-hegy és az Ilisszkosz között elterülő Farkas-Apollón (Apollón Lükeiosz) és a múzsáknak szentelt ligetről kapta, mely egykor Szókratész kedvenc tartózkodási helye volt. A Lykeion pontos helye 1996-ig ismeretlen volt, ma nyilvános régészeti feltárás van az egykori iskola helyén .

## Története

### Az alapítás

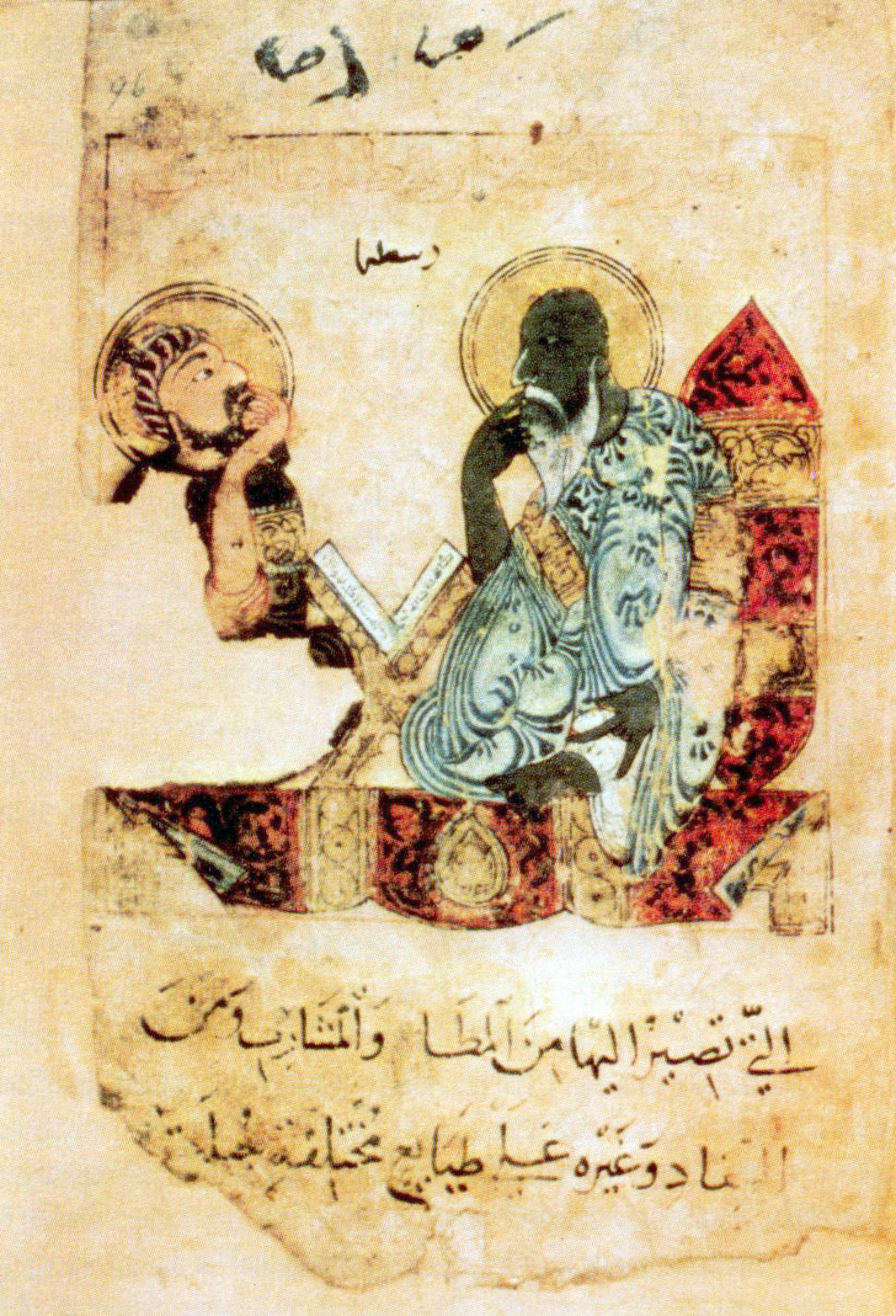
Arisztotelész tanítás közben (régi arab kézírat)

Arisztotelész i. e. 335-ben alapította, ötvenedik életévében, miután hosszabb külföldi tartózkodás után visszatért Athénba, ahol az elkövetkező tizenkét vagy tizenhárom évet töltötte. Itt néhány épületet bérelt ki és iskolát nyitott. A gimnázium fedett oszlopcsarnokában (vagy esetleg csak árnyékos fasoraiban), a perípatoszban (περίπατος), melyekről az iskola később a nevét kapta, tartotta Arisztotelész előadásait.

### Működése Arisztotelész ideje alatt
A peripatetikus kifejezés a szmürnai Hermipposztól ered; de ama valószínűleg túlzó és magát sokáig makacsul tartó tévhit is, hogy a peripatetikus (szó szerint „körbesétáló”) iskolában a tanítás kizárólag körbe-körbe sétálás közben folyt volna, a testgyakorlás ideje előtt. Ezt a modern filozófia-történetírás már a 19. században is elutasította (az persze nem lehetetlen, hogy Arisztotelész sokszor séta közben is beszélgetett tanítványaival filozófiai kérdésekről). Erről tanúskodik az, hogy fennmaradtak vázlatok több előadásról is, Arisztotelész pedig számtalan helyen utal rá, hogy előadásait ábrákkal illusztrálja, ami sétálás közben nehéz lett volna; továbbá szinte minden görög filozófiai iskola az előadások és viták helyszínéről kapta a nevét, nem pedig a tanítás módjáról, nagyobb közönség számára tartott előadáskor a hallgatóság bizonnyal ülve hallgatta a bölcsességeket. Ugyanakkor néhány érv felhozható Hermipposz mellett is, például Platón Prótagoraszában van utalás a séta közben folyó akadémikus, ill. szofista tanításra. Maga Laertiosz, akinek művében Hermipposz véleménye fennmaradt, más (meg nem nevezett) forrásokra hivatkozva azt a lehetőséget is felveti, hogy a „peripatetikus” jelző azért ragadt Arisztotelészre, mert egyszer így tanította Nagy Sándort, miután az egy betegségéből felépült és egy ideig „egészségügyi” sétákat tett.
Arisztotelész az iskolában bizonyos rendet és fegyelmet tartott: az iskolának volt feje (archontes), kit mindig tíz napra választottak. Évente többször valamennyien együtt ebédeltek.
Tanítványait két csoportba osztotta: akromatikusok (beavatottak), más néven ezoterikusok (bentlakók) és az exoterikusokra, akik csak alkalmanként jártak be a líceumba hallgatni őt. Az utókor ezt a felosztást a műveire is alkalmazta. Az akroamatikus tanulmányok nem jelentették azt, hogy nagyobb, magasabb rendűnek tartott igazságosságokat fejtegettek volna, mint az exoterikus tanulmányok, pusztán olyan elvontabb és intenzívebb tanulmányozást igénylő tantárgyak voltak – mint a logika, természetfilozófia és metafizika – melyek kisebb hallgatóságot érdekeltek. A filozófusnak rengeteg akroamatikus/ezoterikus írásáról tudunk, ezek közül egy sem maradt fent.
E tizenhárom év alatt írta meg legtöbb nagy munkáját.

### A Lükeion könyvtára

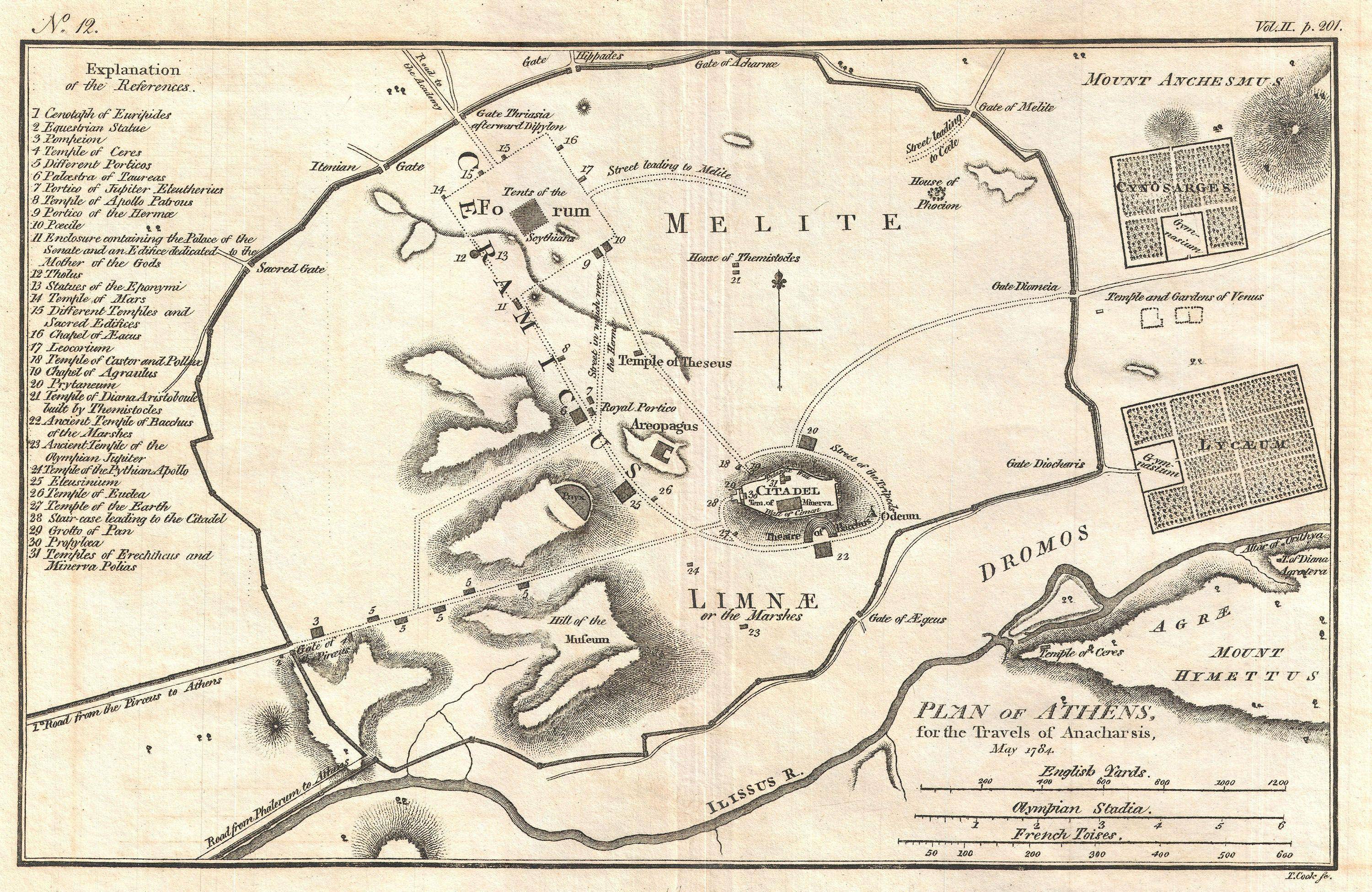
Az antik Athén egy 1784-es térképen. A Lükeion a Künoszargesz alatt, a jobb szélen közepén látható

A hagyomány szerint Nagy Sándor fejedelmi bőkezűséggel segítette egykori tanítóját: Plinius szerint állítólag több ezer ember foglalkozott a filozófus számára azon állatok, növények és természeti ritkaságok szakszerű összegyűjtésével, melyekre Arisztotelésznek szüksége volt. Mások (például Sztrabón) mondják, hogy Nagy Sándor 800 talentumot adott Arisztotelésznek, hogy lehetővé tegye tudományos kutatásait és rendkívül gazdag könyvtára összeállítását.
D. Ross szerint ez volt az első nagyobb könyvtár Görögországban, ami modellként szolgált az alexandriai és a pergamoni számára is. Nemcsak több száz iratot tartalmazott, de térképeket és természettudományos előadások számára gyűjtött szemléltető tárgyakat is. Egy könyvtár összeállítása valóban költséges volt az ókorban, hasonlóan ma egy ritkaságokból álló képtár összeállításához. Aulus Gellius például úgy írja, hogy Szpeuszipposz munkáiért Arisztotelész három talentumot fizetett, ami mai pénznemekre átfordítva szintén tetemes összeg.
Csak a sors rendkívüli kegye, hogy a nagy király és a nagy tudós ily baráti viszonyba kerültek, tette lehetségessé az ókor legnagyobb tudományos emlékeinek keletkezését; bár miután Nagy Sándor egy ellene szőtt összeesküvés felfedezése után letartóztatta - és talán ki is végeztette - Arisztotelész unokaöccsét, Kalliszthenészt (az biztos, hogy utóbbi i. e. 327-ben Alexandrosz által bebörtönözve halt meg), elhidegült a viszony a gyászba döntött filozófus és a király közt, ugyanis - Plutarkhosz szerint - Alexandrosz nemcsak Kalliszthenészre, de annak nagybátyjára is megharagudott, mivel unokaöccse és házának neveltje oly tiszteletlenül viselkedett vele, az uralkodóval szemben.

### Működése Arisztotelész után
A vezető halála után tanítványa, Theophrasztosz lett az iskola feje, aki főleg elődje természettudományos munkáját folytatta, elsősorban botanikával foglalkozott. Bár mesteréhez hasonlóan körüllakó volt, aki elvileg nem vásárolhatott ingatlant, mégis,  i. e. 315-ben az iskola közelében sikerült földterületet és épületeket vásárolnia, és további épületeket az egyre növekvő könyvtár számára.
Azonban az ő és utóda, a lampszakuszi Sztratón ideje alatt, az iskola mégis hanyatlásnak indult, és  i. e. 86 körül megszűnt működni. A peripatetikus iskola azonban ezzel nem ért véget.

### Lásd még
- Arisztotelész
- Líceum